# Trypeticus minutissimus
Trypeticus minutissimus är en skalbaggsart som beskrevs av Kanaar 2003. Trypeticus minutissimus ingår i släktet Trypeticus och familjen stumpbaggar. Inga underarter finns listade i Catalogue of Life.